# Liste des centres commerciaux en Île-de-France
L'Île-de-France compte de multiples centres commerciaux.

## Définition des centres commerciaux existants
Un centre commercial est un ensemble de boutiques regroupées autour d’un (ou plusieurs) magasin amiral, défini dans le monde du commerce comme « magasin locomotive » qui assure un flux de clientèle ; le tout est régi par le droit des baux commerciaux.
- Une locomotive est une enseigne qui par sa capacité d’attraction joue un rôle moteur dans l’animation et la création de trafic du centre commercial.

Les grandes surfaces généralistes à dominante alimentaire comme le plus souvent en France, Auchan et Carrefour constituent traditionnellement la locomotive d’un centre commercial. Toutefois, d'autres grandes enseignes non alimentaires peuvent aussi jouer le rôle de locomotive d’un centre commercial.
Sous sa forme classique, c'est un bâtiment qui comprend sous un même toit, un ensemble de commerces de détail logés dans des galeries couvertes, qui abritent les clients des intempéries.
Pour le Centre national des centres commerciaux (CNCC), « un centre commercial comprend au moins 20 magasins ou services pour une surface de vente d’au moins 5 000 m2 ».

### Typologie des centres commerciaux proposée par le CNCC

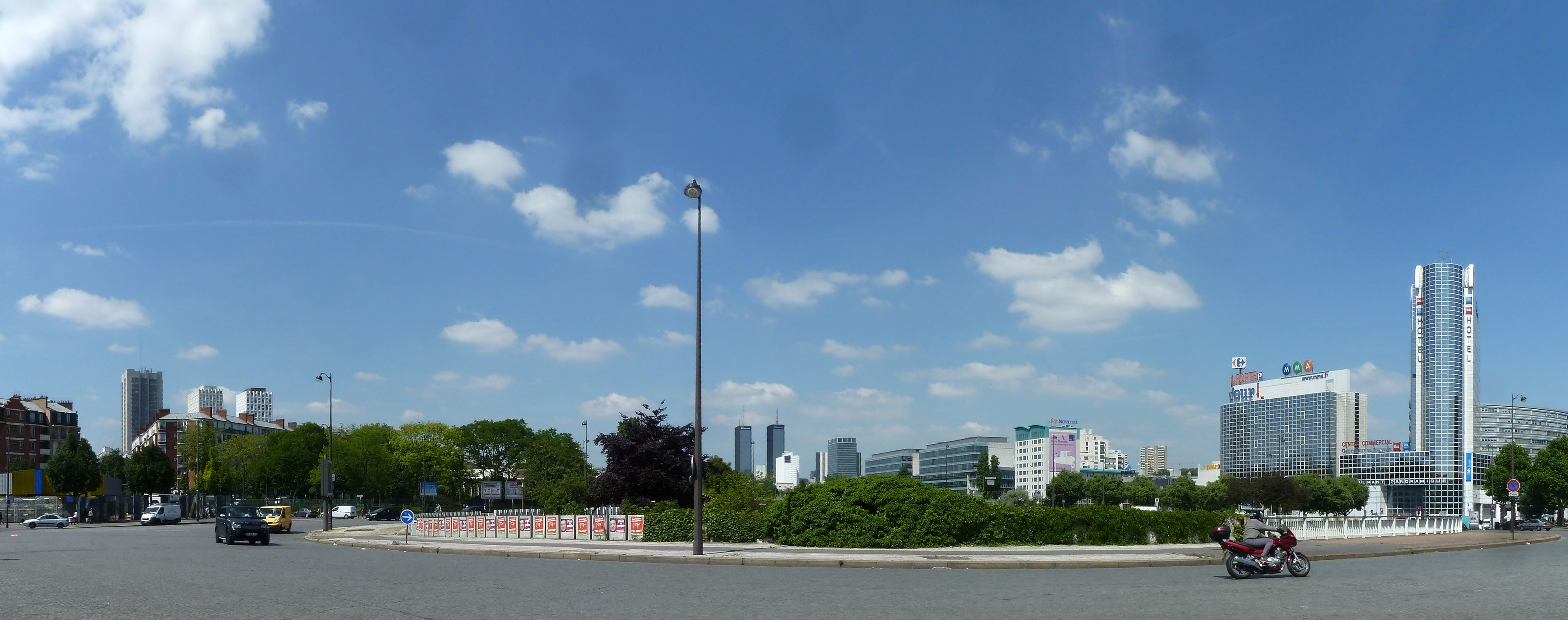
Centre commercial, La Grande Porte (à Montreuil), à droite sur l'image.

Il existe différentes catégories de centres commerciaux.
- Les centres commerciaux super régionaux. € € €

Leur surface GLA est supérieur à 80 000 m2 ou totalisent 150 magasins et services.
- Les centres commerciaux régionaux. € € €

Leur surface GLA est supérieur à 40 000 m2 ou totalisent 80 magasins et services.
- Les grands centres commerciaux. € € €

Leur surface GLA est supérieur à 20 000 m2 ou totalisent 40 magasins et services.
- Les petits centres commerciaux. € € €

Leur surface GLA est supérieur à 5 000 m2 ou totalisent 20 magasins et services.
- Les centres commerciaux à thèmes. € € €

Ce sont des centres commerciaux qui se concentrent sur une ou plusieurs catégories de magasins telles que la mode, les vêtements ou équipement de la maison. Ce sont souvent des centres de magasins d'usine.

## Centres commerciaux existants
Cet article liste les centres commerciaux situés en Île-de-France, hors Parc d'activité commerciale et zone d'activité commerciale, ne faisant pas partie d'un lot.
(Classement sur la période de 2015 sur la fréquentation de visiteur non daté)
| Nom du centre                          | Ville                                            | Types | Nombres d'enseignes   | Nombres de niveaux marchands | Taille commercial en m²   | Ouverture                        | Spécificité |
| -------------------------------------- | ------------------------------------------------ | ----- | --------------------- | ---------------------------- | ------------------------- | -------------------------------- | --- |
| Westfield Les 4 Temps & CNIT           | Puteaux (92)                                     | € € € | 280 (pour l'ensemble) | 6 + 3                        | 139 400 GLA & 25 800 GLA  | 3 mars 1981                      | Le centre commercial le plus visité de France avec 45,7 millions de visiteurs. Principal centre commercial du quartier d'affaires de La Défense, dans la banlieue ouest de Paris. Son complément, le CNIT, est en 7e position en termes d'affluence, avec 17,8 millions de visiteurs. Westfield Les Quatre Temps accueille notamment un hypermarché Auchan de 13000 m2, un cinéma de 16 salles, un mini golf, un mur d'escalade et un escape game (dans le style des jeux vidéo Escape the room mais en non virtuel). Le CNIT est labellisé 4 étoiles par la SGS. En plus de son offre commerciale, le complexe intègre également un centre de congrès, une grande école de commerce (l'Essec), un hôtel Hilton et des bureaux. |
| Belle Épine                            | Thiais (94)                                      | € € € | 222                   | 2                            | 141 500 GLA               | 1971                             | Situé dans le Val-de-Marne et non loin de l'aéroport d'Orly. Belle Épine est le 5e centre[Information douteuse] commercial le plus visité de France avec 18 millions de visiteurs. Il abrite notamment un hypermarché Carrefour de 12000 m², dispose d'un bowling, d'un grand cinéma de 16 salles et d'un grand centre médical et d'un laboratoire d'analyses médicales. En 1997, il a été le lieu de tournage de certaines scènes du film Le Cousin. |
| Val d'Europe & La Vallée Village       | Serris (77)                                      | € € € | 290 (pour l'ensemble) | 3                            | 137 000 (pour l'ensemble) | 25 octobre 2000                  | 4e centre[Information douteuse] commercial le plus visité de France avec 23 millions de visiteurs en 2015. Se situant à proximité du complexe de loisirs Disneyland Paris et des Villages Nature Paris. Il accueille notamment un hypermarché Auchan de 16000 m², dispose d'un aquarium, d'un club de fitness, d'un centre médical et d'un laboratoire d'analyses médicales. La Vallée Village est disposé sous forme de rue commerçante avec des commerces de proximité. Dispose d'un service de Navette haut de gamme en partance de PARISCityVISION, à proximité de la Place des Pyramides. |
| Créteil Soleil                         | Créteil (94)                                     | € € € | 247                   | 3                            | 135 102 GLA               | 10 septembre 1974                | Créteil Soleil est le premier centre commercial de l'est parisien en taille et en chiffre d'affaires, 6e centre commercial le plus visité de France avec 18 millions de visiteurs. Situé en pleine ville de Créteil et non loin de la préfecture du département. Dispose d'un hypermarché Carrefour de 15000 m², du plus grand Primark de France (9000m²), d'une salle de fitness, de 18 salles de cinéma, d'un centre médical, d'un cabinet de médecine du travail et d'un Laser Game (Laser Game Evolution). Le centre est directement relié à la ligne 8 du métro. |
| Westfield Carré Sénart & Shopping Parc | Lieusaint (77)                                   | € € € | 235 (pour l'ensemble) | 2                            | 155 700 GLA               | 7 juin 2002                      | 10e centre commercial le plus visité de France avec 15,7 millions de visiteurs. 1er centre commercial d'Ile-de-France à obtenir le label 4 étoiles décerné en 2012 par la SGS. Il accueille entre autres un hypermarché Carrefour de 14000 m² et les Galeries Lafayette sur environ 6500 m². Dispose d'une zone commerciale extérieure Shopping Parc, d'un cinéma de 16 salles, d'un bowling, d'un mini parc à thème Koezio, d'un poney club, d'un centre médical et d'un cabinet de médecine du travail, d'un mini golf, d'un théâtre et d'un Solarium. |
| Westfield Rosny 2                      | Rosny-sous-Bois (93)                             | € € € | 180                   | 2                            | 111 600 GLA               | 27 février 1973                  | Westfield Rosny 2 est le deuxième centre commercial de l'est parisien en taille et en chiffre d'affaires après celui de Créteil Soleil. Dispose d'un hypermarché Carrefour de 13000 m², d'un grand magasin Galeries Lafayette de 8000 m², d'une salle de sport, d'un cinéma de 15 salles et d'un espace d’écoute pédagogique. L'UGC Ciné-Cité Rosny est le huitième plus grand cinéma français en termes d'affluence, avec 1 405 000 entrées en 2015. |
| Westfield Parly 2                      | Le Chesnay-Rocquencourt (78)                     | € € € | 167                   | 3                            | 117 000 GLA               | 4 novembre 1969                  | Second centre commercial le plus important à son ouverture en France. Dispose d'une école de cuisine et pâtisserie. Agrandi de 16 250m² en 2017, il accueille notamment 2 grands magasins BHV et Printemps de plus 10 000 m² chacun et un cinéma de 9 salles. |
| Le Spot Évry                           | Évry-Courcouronnes (91)                          | € € € | 225                   | 2                            | 125 500 GLA               | 19 mars 1975                     | Il a été créé en même temps que la ville nouvelle d'Évry, dont il est le cœur commerçant. Le plus grand magasin Zara de France y a élu domicile avec une surface de près de 4000 m². Dispose d'un hypermarché Carrefour de 11700 m², d'une salle de fitness et d'un grand cinéma de 10 salles. |
| Westfield Vélizy 2                     | Vélizy-Villacoublay (78)                         | € € € | 180                   | 3                            | 124 000 GLA               | 1972                             | Premier centre commercial français par le chiffre d'affaires, labellisé 4 étoiles par la SGS. Le centre dispose d'un cinéma de 18 salles, il accueille entre autres le Printemps sur 10 800 m² et le plus grand hypermarché Auchan français qui s'étend sur plus de 19 500 m². |
| Les 3 Fontaines                        | Cergy (95)                                       | € € € | 200                   | 3                            | 100 000 GLA               | 25 septembre 1973                | En travaux depuis avril 2018 et jusqu'en 2022, le centre fait l'objet d'une profonde restructuration, qui vise notamment agrandir les Trois Fontaines et à les fusionner avec l'ancien espace Cergy 3. Le centre est situé au cœur de la ville nouvelle de Cergy Pontoise qui restructure ses abords ainsi que la gare RER de Cergy Préfecture pour créer un centre-ville. Articulées autour d'un hypermarché Auchan de 12000 m², les Trois Fontaines disposent d'un laser game et d'une crèche. À terme, le centre comptera plus de 220 magasins. |
| Villabé A6                             | Villabé (91)                                     | € € € | 68                    | 1                            | 97 000                    | 1992                             | Galerie marchande autour d'un hypermarché Carrefour de plus de 12000 m². De nombreuses grandes et moyennes surfaces situées à proximité complètent son offre commerciale. |
| O'Parinor                              | Aulnay-sous-Bois (93)                            | € € € | 210                   | 2                            | 90 000 GLA                | 1974                             | Dispose notamment d'un cinéma de 14 salles, d'un hypermarché Carrefour de près de 18000 m² et d'un centre médical. |
| Westfield Forum des Halles             | Paris 1er (75)                                   | € € € | 150                   | 5                            | 89 200 GLA                | 4 septembre 1979                 | 2e centre commercial le plus visité de France avec 39,2 millions de visiteurs. Dispose d'une piscine et d'un gymnase Suzanne Berlioux, d'une bibliothèque, de la Médiathèque de la Canopée La Fontaine, de la Médiathèque musicale de Paris, de l'ESAD, d'un centre culturel Hip Hop et maison des pratiques artistiques amateurs, du Conservatoire W. A. Mozart, d'un centre d'animation, d'un parcours de saut d'obstacles, d'un salle de billard et du premier multiplexe cinématographique de 27 salles. Il est implanté au-dessus du pôle central des transports parisiens du RER et du Métro. |
| Qwartz                                 | Villeneuve-la-Garenne (92)                       | € € € | 160                   | 2                            | 86 000 GLA                | 9 avril 2014                     | Dispose d'une salle de fitness Fitness Park et d'un cabinet dentaire. Ses locomotives sont un hypermarché Carrefour (11300 m²) et Primark. |
| Aéroville                              | Tremblay-en-France (93) et Roissy-en-France (95) | € € € | 180                   | 1                            | 84 000 GLA                | 17 octobre 2013                  | Centre commercial labellisé 4 étoiles par la SGS. Il accueille entre autres un hypermarché Auchan de 7600 m² ou encore le Furet du Nord. Dispose d'une salle de fitness, d'un cinéma de 12 salles et d'un café contenant deux simulateurs de vols. Dispose d'un service de Navette en partance de Roissy CDG ou d’hôtels environnants. |
| Espace Saint-Quentin & SQY Ouest       | Saint-Quentin-en-Yvelines (78)                   | € € € | 150                   | 4 + 3                        | 85 000 GLA                | 1987                             | Composé de deux espaces commerciaux distincts séparés par une rue et gérés par deux sociétés foncières différentes. Espace Saint Quentin a plutôt une offre d'achat et accueille notamment un hypermarché Carrefour de 15000 m². SQY Ouest a plutôt une offre loisirs dans l'ensemble et dispose d'un bowling, d'un cinéma de 16 salles, d'un office de tourisme, d'un Solarium et d'une médiathèque. |
| Bay 2 & Bay 1 Loisirs                  | Torcy et Collégien (77)                          | € € € | 142 (pour l'ensemble) | 1                            | 86 000                    | 2003 et le 24 novembre 2004      | Bay 2 est issu du transfert d'un hypermarché Continent et de sa galerie marchande. Devenu Carrefour et agrandi à 14800 m², l'hyper tire une galerie marchande d'une centaine d'enseignes associée à un magasin Leroy Merlin. Le site de l'ancien centre commercial est quant à lui devenu Bay 1 Loisirs sur une surface de 18 000 m² composée de 27 commerces complémentaires de la galerie Bay 2 et disposant d'un cinéma et d'un hôtel, d'une salle de fitness et d'un laser game. |
| Villiers-en-Bière                      | Villiers en Bière (77)                           | € € € | 90                    | 1                            | 66 000                    | 1990                             | Ce centre a la particularité d'avoir pour locomotive le plus grand hypermarché français toutes enseignes confondues, un Carrefour de 23 000 m². |
| Domus                                  | Rosny-sous-Bois (93)                             | € € € | 50                    | 3                            | 63 000                    | 2006                             | Centre commercial spécialisé dans le thème de la maison. |
| Les Arcades                            | Noisy-le-Grand (93)                              | € € € | 130                   | 3                            | 63 000 GLA                | 1978                             | Situé au coeur de l'espace tertiaire de la ville nouvelle de Marne la Vallée, le centre accueille un hypermarché Carrefour de 9200 m², dispose d'un cinéma de 10 salles, d'un laboratoire d'analyses médicales et d'un cabinet dentaire. |
| Villebon 2                             | Villebon-sur-Yvette (91)                         | € € € | 70                    | 2                            | 60 000                    | 1992                             | Disposé sous la forme d'une zone d'activité commerciale, Villebon 2 abrite un hypermarché Auchan de plus de 10 000 m² et sa galerie d'environ 35 boutiques, autour desquels sont installées une trentaine de grandes et moyennes surfaces spécialisées. Dispose d'une salle de fitness. |
| Les Sentiers de Claye-Souilly          | Claye-Souilly (77)                               | € € € | 117                   | 1                            | 60 000                    | 1992                             | Ce centre commercial est né de l'extension de la galerie marchande de l'hypermarché Carrefour (17 500 m²). Dispose d'un centre médical. Depuis mars 2021, les Sentiers de Claye Souilly sont mitoyens du nouveau parc commercial Shopping Promenade qui compte une cinquantaine de magasins et restaurants sur 46 000 m² suppémentaires. |
| Italie 2                               | Paris 13e (75)                                   | € € € | 130                   | 3                            | 56 800 GLA                | 1976                             | Deuxième centre commercial parisien par la taille après le Forum des Halles, Italie 2 accueille notamment le seul magasin Ikea de la capitale (5 800 m2 d'espace de vente) et une salle de spectacle de 900 places (anciennement la plus grande salle de cinéma de Paris), le théâtre Le 13e Art. |
| Le Millénaire                          | Aubervilliers (93)                               | € € € | 83                    | 2                            | 56 000                    | 27 avril 2011                    | Dispose d'une salle de fitness Neoness et d'un centre médical. Les locomotives du Millénaire sont notamment un hypermarché Carrefour de près de 6500 m², Kiabi, Action ou encore PicWicToys. Près d'une cinquantaine d'emplacements de diverses dimensions sont actuellement en attente de nouveaux commerces. |
| Terre-Ciel                             | Chelles (77)                                     | € € € | 36                    | 2                            | 54 000                    | 22 avril 1996                    | Baptisé Chelles 2 lors de son ouverture, le centre a changé de nom à l'occasion d'une rénovation, sans pour autant réussir totalement la relance espérée. Il accueille notamment un hypermarché Carrefour de 15000 m² autour duquel se concentrent les commerces encore ouverts. Il dispose d'une salle de fitness. À l'origine, il comptait plus d'une centaine de commerces , il dispose maintenant de 45 magasins , ce centre commercial souffre un peu moins qu’avant … |
| Ulis 2                                 | Les Ulis et Saint-Jean-de-Beauregard (91)        | € € € | 103                   | 1                            | 53 900 GLA                | 1973                             | Centre commercial tiré par un hypermarché Carrefour de 14000 m². Dispose d'un cinéma de 4 salles et d'un Solarium. |
| Clos du Chêne                          | Chanteloup-en-Brie et Montévrain (77)            | € € € | 62                    | 1+1                          | 52 000 GLA                | 2007                             | Ne dispose pas de galerie. |
| Quais d'Ivry                           | Ivry-sur-Seine (94)                              | € € € | 50                    | 3                            | 50 000                    | 1982                             | Précédemment baptisé Ivry Grand Ciel, ce centre commercial comprend notamment un hypermarché Carrefour de plus de 13500 m² et un magasin Boulanger. Dispose d'une ludothèque, d'un centre médical et d'une salle de fitness Neoness. |
| La Cerisaie                            | Fresnes (94)                                     | € € € | 50                    | 1                            | 50 000 GLA                | 2006                             | Ne dispose pas de galerie. Dispose d'un mini parc à thème. |
| So Ouest                               | Levallois-Perret (92)                            | € € € | 101                   | 2                            | 49 000 GLA                | 18 octobre 2012                  | Dénommé auparavant Eiffel et quasi laissé à l'abandon pendant deux décennies, le centre a été lourdement restructuré et agrandi en même temps que la tour de bureaux qui le domine. 1er Centre commercial d'Unibail-Rodamco labellisé 4 étoiles par la SGS dès son inauguration. Il accueille notamment un hypermarché Leclerc de 8000 m², Boulanger ou encore Go Sport, et dispose d'un cinéma situé en face ainsi que d'un centre médical. |
| Les Saisons de Meaux                   | Meaux (77)                                       | € € € | 105                   | 2                            | 43 500                    | 20 octobre 2015                  | La dernière pure création de centre commercial en Ile-de-France. Dispose d'un hypermarché Auchan de 12000 m², d'une salle de fitness, d'une auto école et d'un mini cinéma 5D. |
| Beaugrenelle                           | Paris 15e (75)                                   | € € € | 120                   | 4+5+1                        | 45 000 GLA                | 1978 (rénovation lourde en 2013) | Constitué de deux bâtiments situés de part d'autre de la rue de Linois et reliés par une passerelle, le centre Beaugrenelle accueille notamment les Galeries Lafayette sur 6000 m², transférées depuis Montparnasse. Dispose d'un cinéma de 10 salles et d'une antenne de police. |
| Thiais Village                         | Thiais (94)                                      | € € € | 59                    | 2                            | 42 000                    | Août 2007                        | Constitué autour d'Ikea et plus concurrent que complémentaire de Belle Epine dont il est très proche géographiquement, ce centre rassemble des enseignes d'équipement de la maison. d'équipement de la personne et des restaurants. Dispose d'un mini parc à thème, d'un club de gym, d'une crèche, d'un cabinet de kinésithérapie et ostéopathie et d'un cabinet de vétérinaire. Dispose d'un service de Navette en partance de Denfert-Rochereau à proximité du RER à Paris. |
| Art de Vivre (Eragny sur Oise)         | Eragny sur Oise (95)                             | € € € | 48                    | 3                            | 45 000                    | 1990                             | A la recherche d'un second souffle depuis la fermeture de Castorama, ce centre abrite encore des enseignes telles que Boulanger ou Super U. Dispose d'une salle de fitness. |
| Beau Sevran                            | Sevran (93)                                      | € € € | 93                    | 1                            | 43 800                    | 1973                             | Centre commercial directement connecté au RER via la station Sevran Beaudottes, il est tiré par un hypermarché Carrefour de 12500 m². Dispose d'une auto école. |
| La Grande Porte                        | Montreuil (93)                                   | € € € | 45                    | 2                            | 42 000                    | 1991                             | Ce centre jouxtant le périphérique parisien a pour locomotive un hypermarché Carrefour de 7000 m². Dispose de 2 hôtels. |
| Maisonément                            | Cesson (77)                                      | € € € | 35                    | 1                            | 42 000                    | 23 octobre 2008                  | Il est associé au Centre BoisSénart dont il complète l'offre. |
| La Vache Noire                         | Arcueil (94)                                     | € € € | 102                   | 2                            | 40 000                    | 2007                             | Situé au carrefour du même nom sur la Nationale 20, ce centre accueille notamment Monoprix et Truffaut. Dispose d'un espace vert accessible au public sur toit. |
| L'Usine Mode & Maison                  | Velizy-Villacoublay (78)                         | € € € | 57                    | 1                            | 40 000                    | 1986                             | Centre commercial spécialisé dans la mode et la maison. |
| Pontault                               | Pontault-Combault (77)                           | € € € | 65                    | 1                            | 38 800                    | 1978                             | Galerie marchande attenante à un hypermarché Carrefour de 13500 m². |
| Val D'Yerres 2                         | Boussy-Saint-Antoine (91)                        | € € € | 32                    | 2                            | 38 000                    | 1974                             | Hypermarché Cora et sa galerie marchande. Dispose d'un bowling et d'un cinéma. |
| Mon Grand Plaisir                      | Plaisir (78)                                     | € € € | 40                    | 2                            | 36 000                    | 27 août 2020                     | Doté d'une architecture innovante et disposant d'un cinéma de 9 salles,, ce centre commercial est de type « plein air ». Il vient remplacer la Galerie des Sablons qui a été démolie et constitue, avec la galerie Auchan Grand Plaisir à laquelle il est relié par une passerelle, Ikéa et le centre de magasins d'usine One Nation des Clayes-sous-Bois, l'un des principaux pôles commerciaux de l'ouest francilien. |
| Bercy 2                                | Charenton-le-Pont (94)                           | € € € | 71                    | 3                            | 36 000                    | 24 avril 1990                    | Carrefour (11000 m²) et Darty sont les principales locomotives de ce centre commercial qui dispose aussi d'une salle de fitness. Une reconfiguration complète du site est à l'étude dans le cadre d'un vaste projet urbain qui vise à relier ce quartier de Charenton avec le 13e arrondissement parisien voisin. |
| Bel Est                                | Bagnolet (93)                                    | € € € | 56                    | 4                            | 36 000                    | 1990                             | Hypermarché Auchan de 14800 m² et sa galerie marchande. Dispose d'un hôtel. |
| Valdoly                                | Vigneux-sur-Seine (91)                           | € € € | 40                    | 1                            | 36 000                    | 1984                             | Le centre accueille notamment un hypermarché Auchan de 10400 m² et Castorama. |
| Montparnasse Rive Gauche               | Paris 15e (75)                                   | € € € | 63                    | 2                            | 35 500                    | 1972                             | Le centre commercial est implanté à proximité immédiate de la tour Montparnasse. Dispose d'une auto école, d'un centre de formation à la langue anglaise. |
| Aushopping Grand Plaisir               | Plaisir (Yvelines) (78)                          | € € € | 75                    | 1                            | 35 200                    | 1975                             | Galerie marchande attenante à un hypermarché Auchan de 15000 m². Reliée au centre Mon Grand Plaisir par une passerelle. |
| Côté Seine                             | Argenteuil (95)                                  | € € € | 70                    | 2                            | 35 000                    | 2005                             | Galerie marchande de centre-ville qui accueille notamment un hypermarché Géant Casino de 6500 m². |
| Bois Sénart                            | Cesson (77)                                      | € € € | 50                    | 1                            | 34 500                    | 1977                             | Situé à proximité immédiate d'un parc naturel, Bois Sénart est constitué d'un hypermarché Auchan de 14000 m² et d'une galerie. Son offre est complétée par celle du centre Maisonément situé à proximité immédiate. |
| Avenir                                 | Drancy (93)                                      | € € € | 45                    | 1                            | 32 900                    | 1995                             | Centre commercial de proximité constitué notamment d'un hypermarché Carrefour de près de 10 000 m². |
| Chambourcy                             | Chambourcy (78)                                  | € € € | 71                    | 1                            | 32 300 GLA                | 1973                             | Galerie marchande attenante à un hypermarché Carrefour de 14500 m². L'offre du site est complétée par quelques moyennes surfaces situées à proximité et surtout par le parc commercial des Vergers de la Plaine situé de l'autre côté de la RN13 qui rassemble notamment Castorama, la Fnac ou Décathlon. |
| Plein Air                              | Le Blanc-Mesnil (93)                             | € € € | 44                    | 1                            | 32 000                    | 2011                             | Hypermarché E.Leclerc de 8000 m² et sa galerie marchande. |
| Les 4 Chênes                           | Pontault-Combault (77)                           | € € € | 22                    | 1                            | 32 000                    | 5 avril 2012                     | Centre commercial en grande souffrance. Après la fermeture de Bricoman et diverses autres moyennes surfaces, il subira fin 2020 la fermeture de l'hyper Leclerc qui devrait, à terme, être remplacé par un magasin entrepôt Costco. |
| Bienvenu                               | Villetaneuse (93)                                | € € € | 40                    | 1                            | 31 000                    | 1993                             | Ce centre accueille notamment Castorama. Dispose d'un cabinet médical et d'un laboratoire d'analyses médicales. L'hypermarché Auchan qui lui servait de locomotive a fermé en 2019. |
| Les Portes De Taverny                  | Taverny (95)                                     | € € € | 57                    | 1                            | 30 500                    | 1990                             | Galerie marchande complétant l'offre d'un hypermarché Auchan de 9000 m². Intègre également un magasin Bricorama. |
| Pince Vent                             | Chennevières-sur-Marne (94)                      | € € € | 78                    | 2                            | 30 000                    | 1972                             | La galerie attenante à un hypermarché Carrefour de 13500 m² est complétée par un parc commercial. Pince-Vent dispose d'un cinéma affilié de 8 salles, de 2 salles de fitness, d'une clinique vétérinaire, d'un centre de radiologie, d'un groupe médical et d'un laboratoire d'analyses médicales. |
| Aushopping Val de Fontenay             | Fontenay-sous-Bois (94)                          | € € € | 70                    | 2                            | 28 000                    | 1973                             | Le centre regroupe un hypermarché Auchan de 13500 m² et une galerie de 70 boutiques. Dispose d'une salle de fitness. |
| Okabé                                  | Le Kremlin-Bicêtre (94)                          | € € € | 66                    | 3                            | 27 850                    | 2010                             | 1er centre commercial français à recevoir le label HQE. Il compte notamment un hypermarché Auchan de plus de 11000 m². Dispose d'un Solarium. |
| Bobigny 2                              | Bobigny (93)                                     | € € € | 74                    | 1                            | 26 900 GLA                | 1974                             | Dispose d'un cinéma et d'un laboratoire d'analyses médicales. Rénovation prévue à partir de 2019. |
| La Galerie Masséna 13                  | Paris 13e (75)                                   | € € € | 32                    | 2                            | 26 000                    | 1975                             | Galerie marchande attenante à un hypermarché Géant Casino de plus de 7000 m², la plus grande surface alimentaire de Paris intra muros. Dispose d'un laboratoire d'analyses médicales, d'une auto école et d'un club de jeux. |
| Marques Avenue A6                      | Corbeil-Essonnes (91)                            | € € € | 94                    | 2                            | 19 700                    | 2008                             | Centre commercial spécialisé dans la mode. Plus grand Marques Avenue de France. |
| -X%                                    | Massy (91)                                       | € € € | 30                    | 1                            | 25 000                    | 1986                             | Centre commercial faisant l'objet de réflexions concernant un projet de restructuration lourde. Il est limitrophe d'un hypermarché Cora et de sa galerie marchande. |
| Vill'up                                | Paris 19e (75)                                   | € € € | 51                    | 4                            | 24 500 GLA                | 30 novembre 2016                 | Dispose d'une attraction de chute libre dans 1 tube de 14.40m de haut,. Ce centre est une extension de la Cité des sciences et de l'industrie. Dispose d'un cinéma de 16 salles et d'un laser game. |
| One Nation Paris                       | Les Clayes-sous-Bois (78)                        | € € € | 90                    | 2                            | 24 000                    | 4 décembre 2013                  | Centre commercial tourné vers le luxe, situé dans la zone commerciale « Grand plaisir », il comporte notamment un magasin d'usine Galeries Lafayette. Dispose d'un service de Navette haut de gamme en partance de Place de l'Opéra à Paris et (ou) de Versailles. |
| Les Passages                           | Boulogne-Billancourt (92)                        | € € € | 56                    | 2                            | 24 398                    | -                                | Galerie de centre ville qui accueille notamment un cinéma, la Fnac et Monoprix. |
| Aushopping Les Promenades de Brétigny  | Brétigny-sur-Orge (91)                           | € € € | 93                    | 1 et 2 pour le cinéma        | 73 000                    | 1982, 2018 et 2021               | Gros pôle commercial de périphérie qui s'est développé autour d'un hypermarché Auchan (11600 m²) et de sa galerie qui compte aujourd'hui 80 boutiques. Dispose d'un cinéma multiplexe de 10 salles, de deux laser game, d'un bowling et d'un escape game, ce qui en fait également un pôle de loisirs. Extension prévue d'ici fin 2021. |
| Bercy Village                          | Paris 12e (75)                                   | € € € | 70                    | 1                            | 24 000                    | 1998 à 2001                      | Centre commercial ouvert en « plein air, façon commerce de proximité ». Dispose d'une salle de fitness et d'un cinéma. |
| Ville Du Bois                          | La Ville-du-Bois (91)                            | € € € | 110                   | 1                            | 24 000                    | 1985                             | Hypermarché Carrefour de 12800 m² et sa galerie marchande. Dispose d'un mini parc à thème, d'une salle de fitness et d'un Solarium. |
| Bel Air                                | Rambouillet (78)                                 | € € € | 56                    | 1                            | 22 400                    | 1976                             | Centre commercial constitué autour d'un hypermarché Carrefour de plus de 11500 m². |
| Boissy 2                               | Boissy-Saint-Leger (94)                          | € € € | 40                    | -                            | 22 070                    | 1976                             | Ce centre commercial a vocation à être démoli et remplacé par des commerces en pied d'immeuble dans le cadre de la rénovation du quartier de la Haie Griselle. L'hypermarché Géant Casino de 5600 m² sera remplacé par un supermarché Casino de 2500 m². |
| Art de Vivre (Orgeval)                 | Orgeval (78)                                     | € € € | 40                    | -                            | 22 000                    | 1975                             | Sera détruit en 2020. |
| Usines Center                          | Gonesse (95)                                     | € € € | 105                   | 1                            | 20 600 GLA                | 1985                             | Dernier Usines Center de l’Hexagone |
| Les Armoiries                          | Bry-sur-Marne (94)                               | € € € | 42                    | 2                            | 20 500 GLA                | 17 mars 2010                     | Dispose d'un mini parc à thème et d'une salle de fitness. Dispose d'un espace vert accessible au public en toiture. |
| Montesson                              | Montesson (78)                                   | € € € | 56                    | 1                            | 20 000                    | 1970                             | Galerie marchande attenante à un hypermarché Carrefour de 18000 m². |
| Eden                                   | Servon (77)                                      | € € € | 70                    | -                            | 55 000                    | 2017                             | Techniquement, Eden est plus un parc commercial (retail park en anglais) qu'un centre commercial traditionnel. Scindé en deux parties (côté Ours et côté Cerf) de part et d'autre de la RN19 depuis l'extension ouverte au printemps 2019 avec 35 000 m² supplémentaires. Dispose de nombreux magasins, restaurants et activités de loisirs dont un Speed Park et un cinéma. |
| L'Ilo                                  | Épinay-sur-Seine (93)                            | € € € | 53                    | 2                            | 19 000                    | 2013                             | Ce centre est venu remplacer opportunément l'ancienne galerie Epicentre à l'occasion d'un gros programme de rénovation urbaine. Il est situé en plein centre-ville d'Epinay sur Seine, accueille notamment un hypermarché Auchan de 10000 m² et dispose d'un centre médico-dentaire. |
| Les Boutiques du Palais                | Paris 17e (75)                                   | € € € | 80                    | 2                            | 18 900 GLA                | 1974                             | Il est implanté en dessous du Palais des congrès de Paris. Dispose d'un cinéma. |
| Paddock Paris                          | Romainville (93)                                 | € € € | 75                    | 1                            | 17 000                    | 27 novembre 2019                 | Il s'agit du premier centre de magasins d'usine d'Île-de-France accessible en métro. |
| Quai Des Marques                       | Franconville (95)                                | € € € | 95                    | 2                            | 15 000                    | -                                | Centre commercial spécialisé dans la mode. |
| Galerie Gaité                          | Paris 14e (75)                                   | € € € | 11                    | 2                            | 14 300 GLA                | -                                | - |
| Marques Avenue L'île Saint-Denis       | L'île Saint-Denis (93)                           | € € € | 75                    | 1                            | 14 000                    | 1995                             | Centre commercial spécialisé dans la mode. |
| Charras                                | Courbevoie (92)                                  | € € € | 53                    | 1                            | 14 000                    | 1970                             | Galerie marchande de centre ville qui accueille notamment un supermarché Carrefour Market de 2400 m². Un projet de restructuration est en cours. Le centre commercial est attenant à la patinoire et à la piscine municipale de Courbevoie dont il partage le parking. |
| Marques Avenue A13                     | Aubergenville (78)                               | € € € | 56                    | 1                            | 13 800                    | 2015                             | Centre commercial spécialisé dans la mode. |
| Passage du Havre                       | Paris 9e (75)                                    | € € € | 40                    | 2                            | 13 800                    | 1845 (rénovation lourde en 1990) | Dispose d'un jardin intérieur accessible au public. Accueille notamment la Fnac. |
| White Parc                             | Villennes-sur-Seine et Orgeval (78)              | € € € | 11                    | 1                            | 12 000                    | 2013                             | Ne dispose pas de galerie. |
| Carrousel du Louvre                    | Paris 1er (75)                                   | € € € | 36                    | 2                            | 11 500 GLA                | 15 octobre 1993                  | 8e centre commercial le plus visité de France avec 16,7 millions de visiteurs. Dispose d'une salle d'événementiel et d'un théâtre et comporte un magasin Printemps. Il est implanté en dessous du Musée du Louvre. |
| St-Lazare Paris                        | Paris 9e (75)                                    | € € € | 80                    | 2                            | 10 000 GLA                | 2012                             | Il est implanté directement dans la gare Saint-Lazare. |
| Les Belles Feuilles                    | Paris 16e (75)                                   | € € € | 29                    | 1                            | 8 500                     | 1990                             | Galerie marchande de quartier située entre la très commerçante rue des Belles Feuilles et la rue St Didier. Ce centre comporte notamment un supermarché Casino. |
| My Place                               | Sarcelles (95)                                   |       | 46                    |                              | 45 000                    | 2012                             | Centre commercial situé dans la ville de Sarcelles regroupant 46 enseignes dont Auchan, Action, Boulanger ou H&M. |
| Arc en Ciel                            | Garges-lès-Gonesse (95)                          | € € € | 46                    | 1                            | 8 300                     | 1971                             | Dispose de 27 commerces actuellement ouverts, disposait d'un cinéma. C'est un supermarché Franprix qui lui sert de locomotive. |
| Issy 3 Moulins                         | Issy-les-Moulineaux (92)                         | € € € | 38                    | 2                            | 7 300                     | 1992                             | Centre commercial de proximité abritant notamment un hypermarché Auchan de 7300 m². |
| Passy Plaza                            | Paris 16e (75)                                   | € € € | 23                    | 2                            | 6 800 GLA                 | Septembre 1993                   | Galerie de quartier, tirée par un magasin Monoprix (qui a remplacé l'un des 4 derniers Inno de France). |
| Verpantin                              | Pantin (93)                                      | € € € | 40                    | 1                            | 3 500                     | -                                | Galerie de centre-ville qui accueille notamment un magasin E.Leclerc. |
| Grand Bois                             | Saint-Michel-sur-Orge (91)                       | € € € | 39                    | 2                            |                           | 1968                             | À l'origine dénommé Bois des Roches, ce centre commercial a accueilli le premier magasin de l'enseigne Euromarché, peu de temps après l'ouverture du premier hypermarché français dans la commune voisine de Ste Geneviève des Bois. Aujourd'hui animé par un hyper Géant Casino de plus de 8000 m², ce centre fait l'objet de multiples contentieux juridiques qui entravent son fonctionnement et bloquent sa relance. Dispose d'un cinéma-théâtre et d'une médiathèque |
| Galerie de Saint-Germain               | Saint-Germain-en-Laye (78)                       | € € € | 38                    | 1                            | 2 920                     | -                                | - |
| Villejuif 7                            | Villejuif (94)                                   | € € € | 40                    | 1                            | -                         | 1988                             | Située le long de l'ancienne Route Nationale 7 dont elle tire son nom, cette galerie est dynamisée notamment par un hypermarché Carrefour de plus de 7000 m². |
| Espace Clichy                          | Clichy (92)                                      | € € € | 19                    | 1                            | -                         | -                                | Hypermarché E.Leclerc de 7000 m² et sa galerie marchande. |
| MoDo                                   | Moisselles (95)                                  | € € € | 65                    | 1                            | 25 980 GLA                | 1980                             | 4,5 millions de visiteurs par an dans cette galerie tirée par un hypermarché E.Leclerc de près de 11 000 m². |

## Galerie

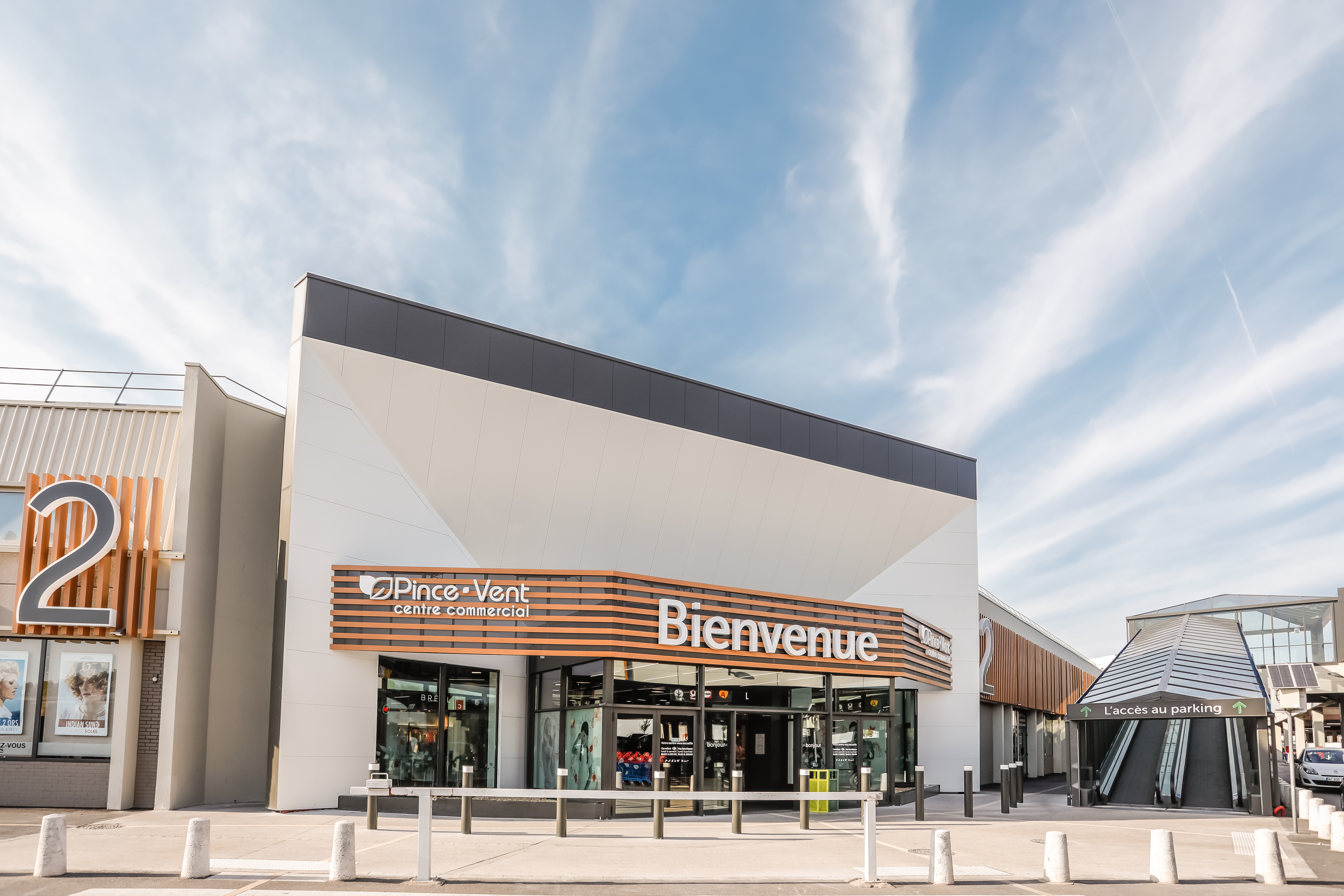
Centre Commercial Pince-Vent (94) après sa rénovation en 2018.

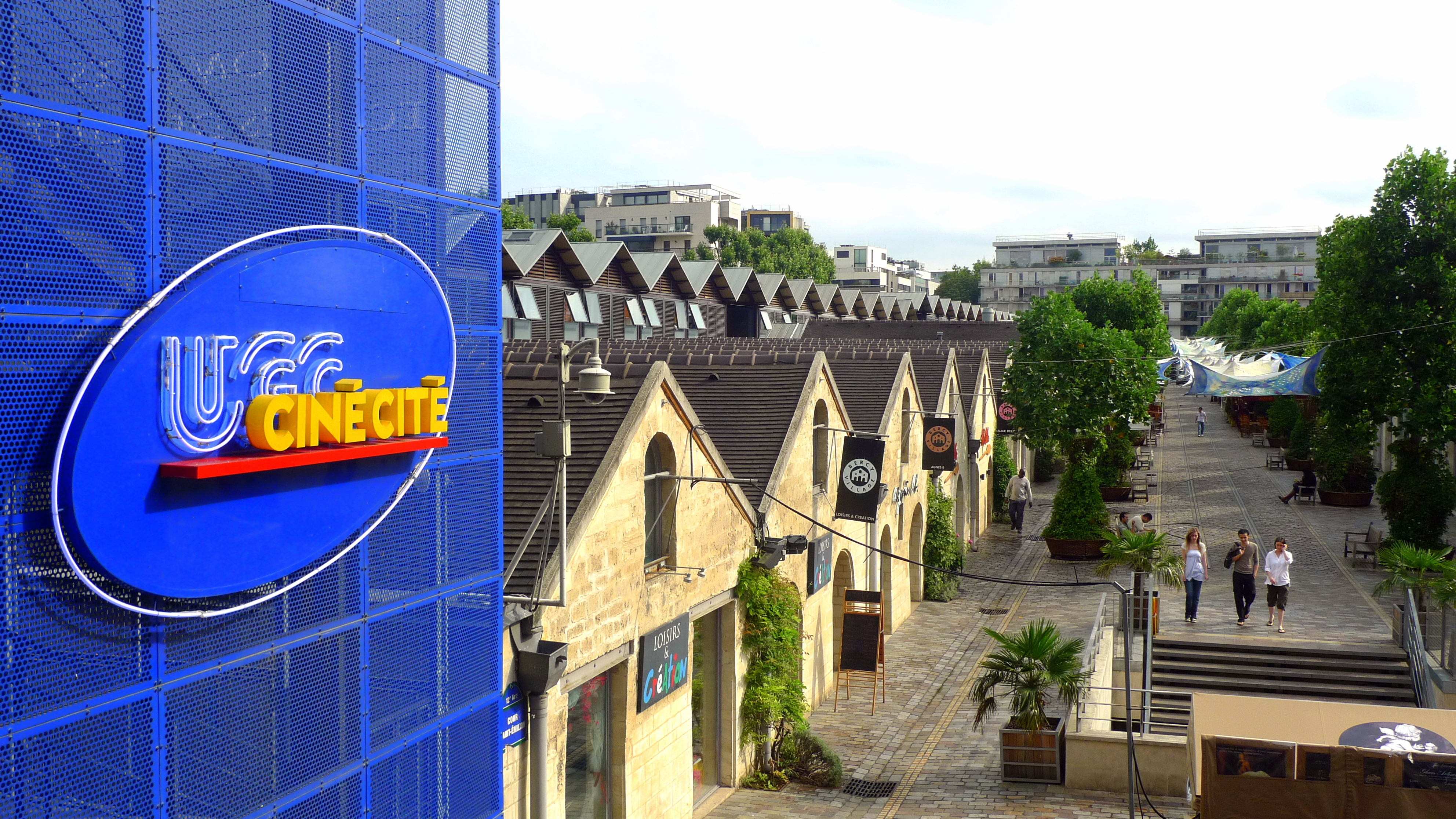
Bercy village.
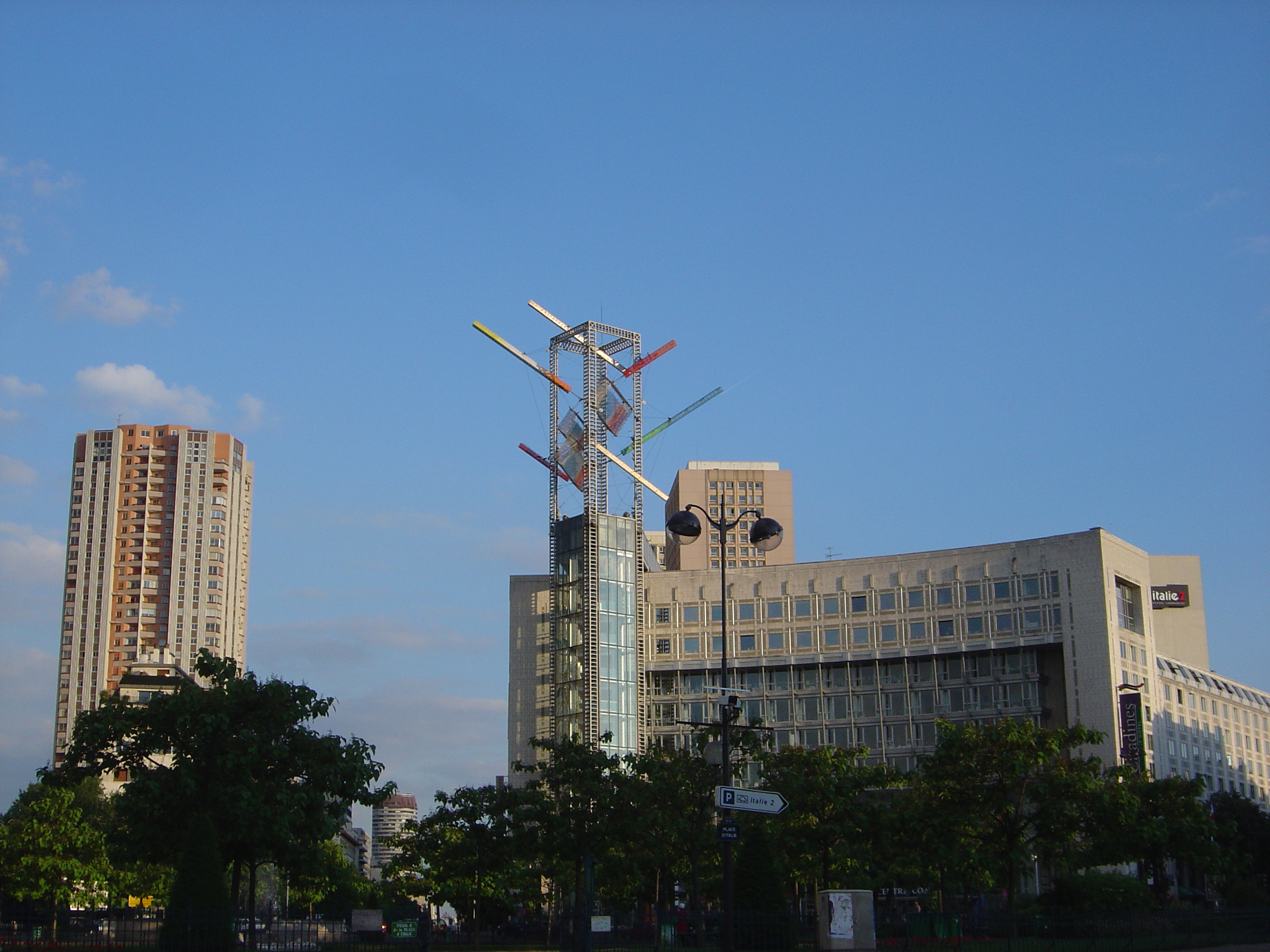
Centre commercial Italie 2.
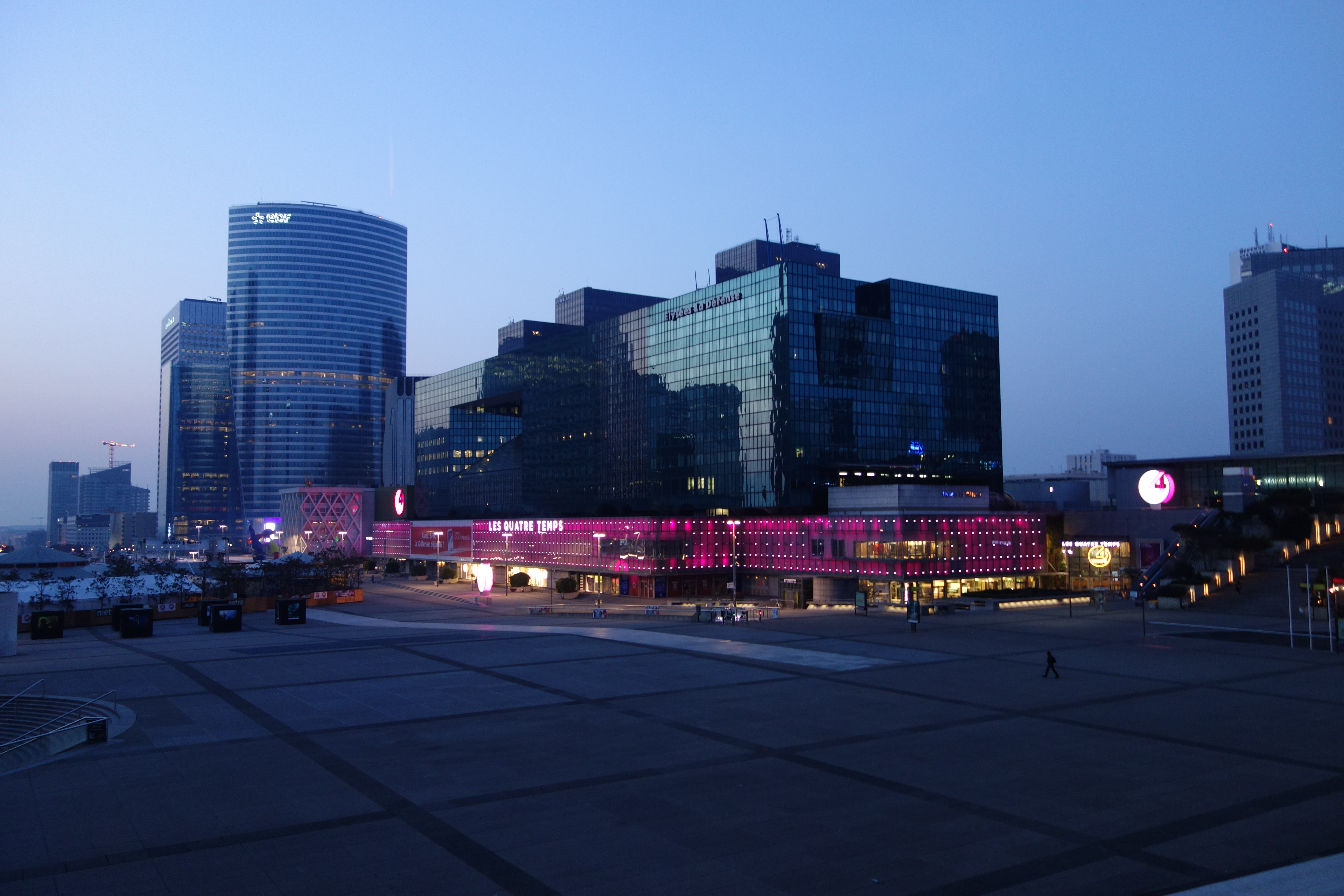
Les 4 temps, à la Défense.
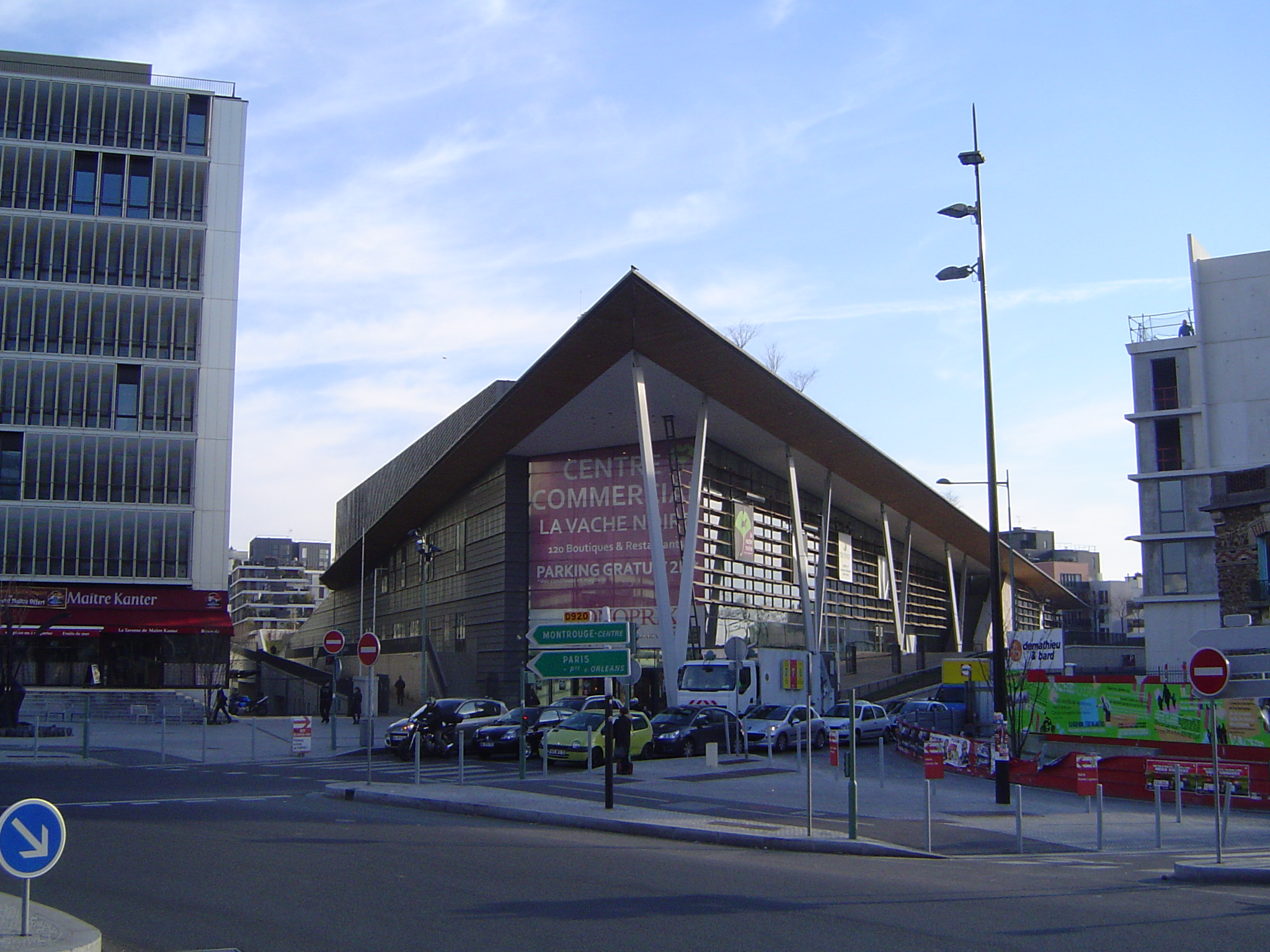
Centre commercial La vache noire.
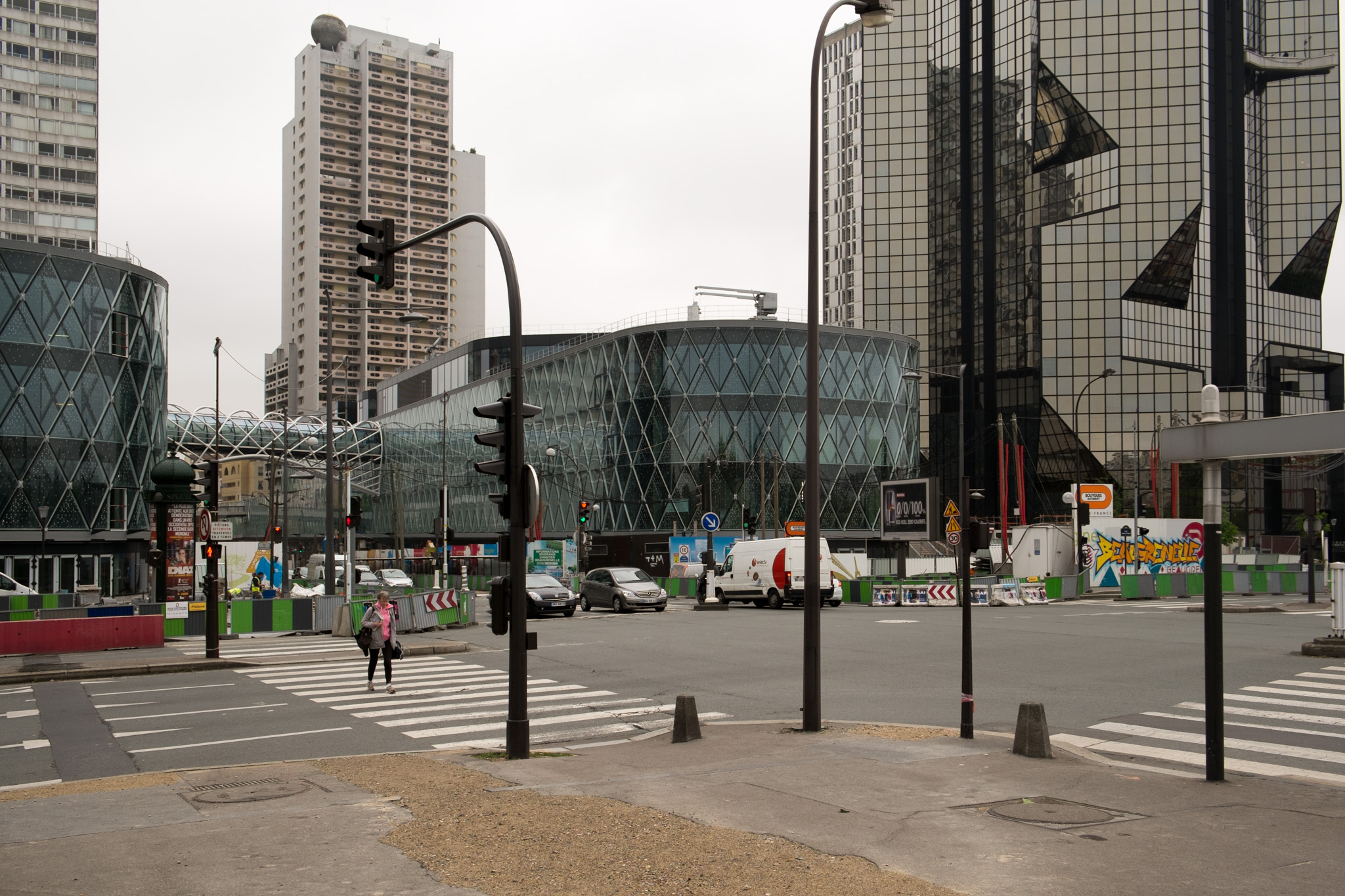
Centre commercial Beaugrenelle, en fin de travaux.

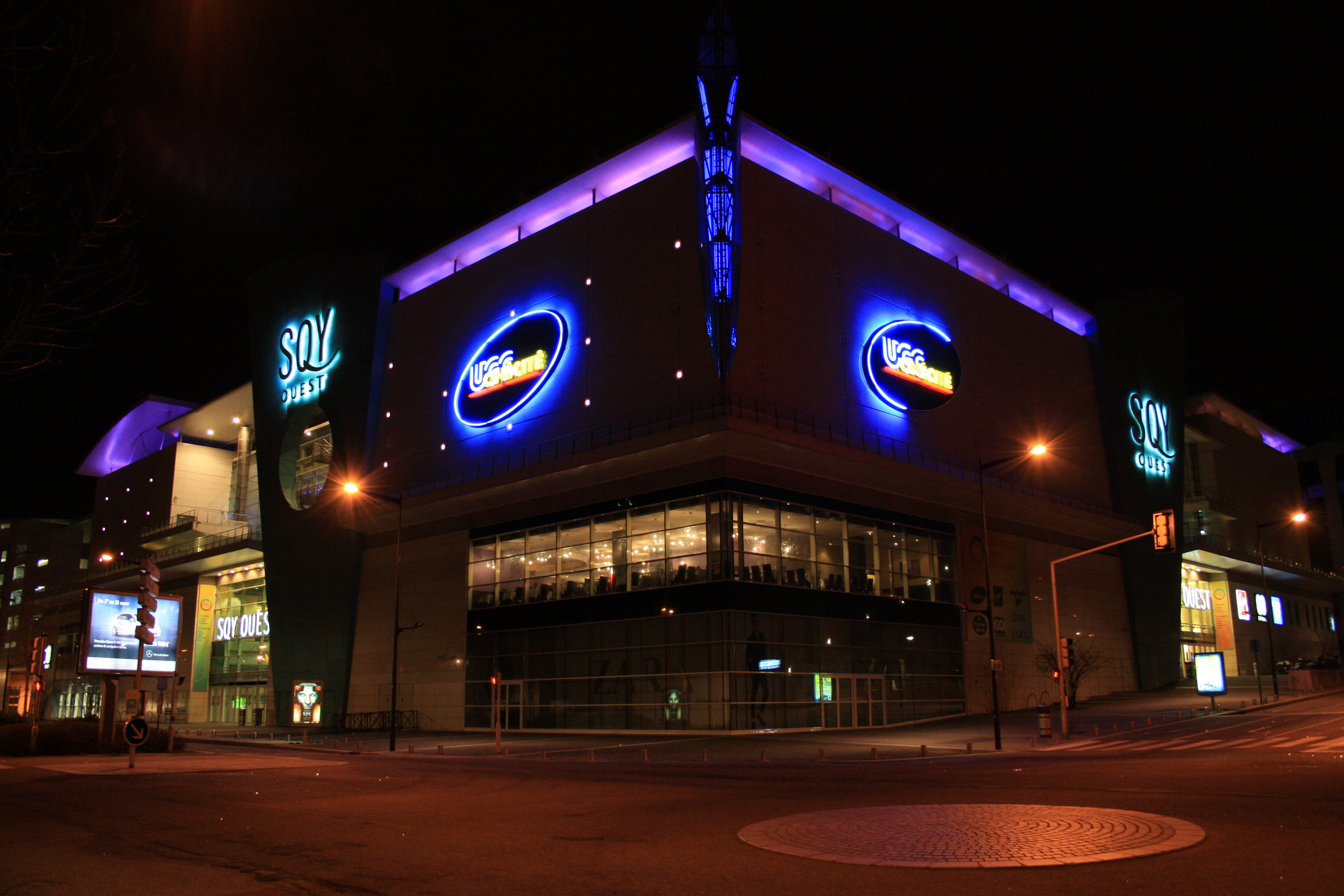
Le centre commercial SQY Ouest.
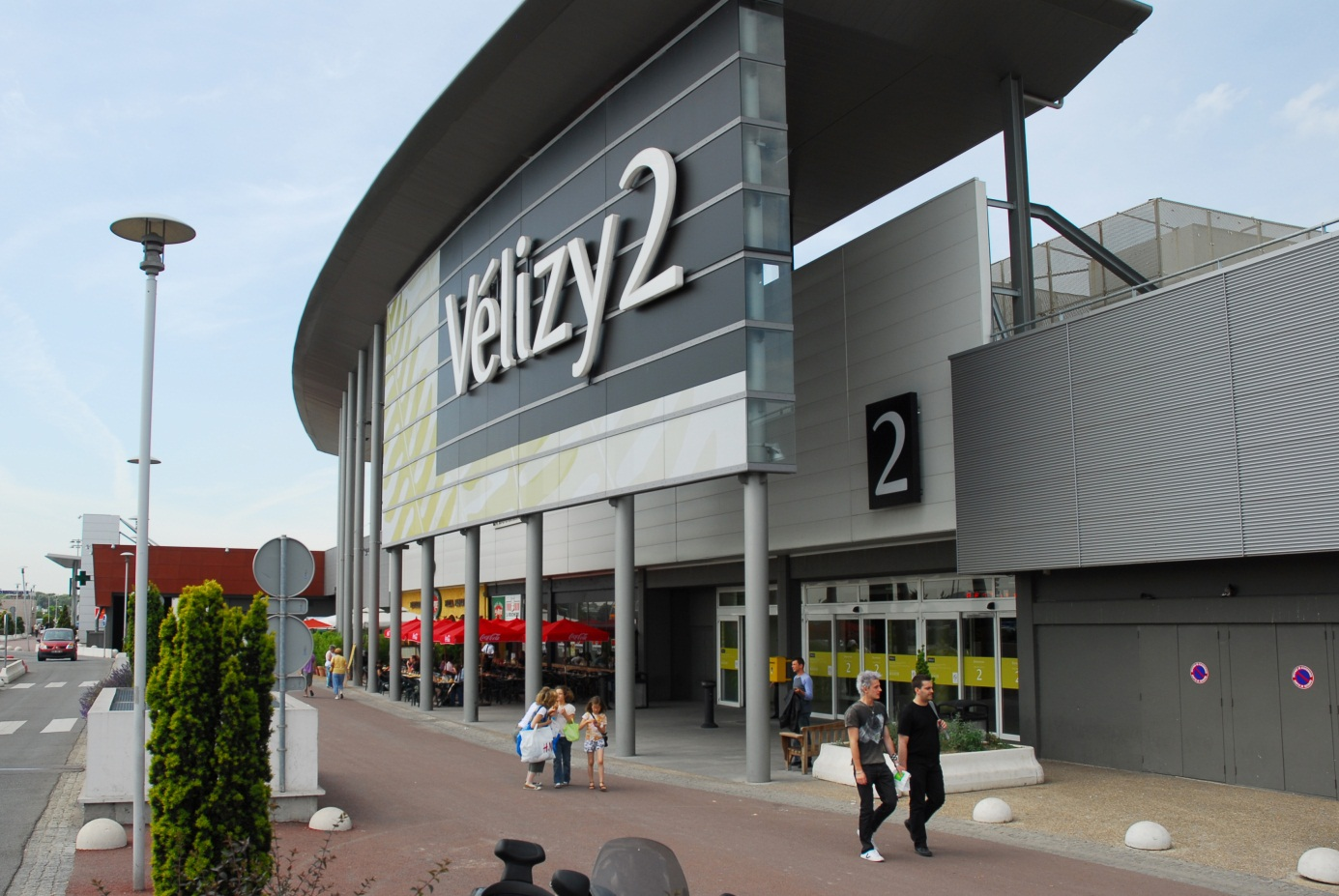
Vu de la porte 2, du centre commercial Vélizy 2.
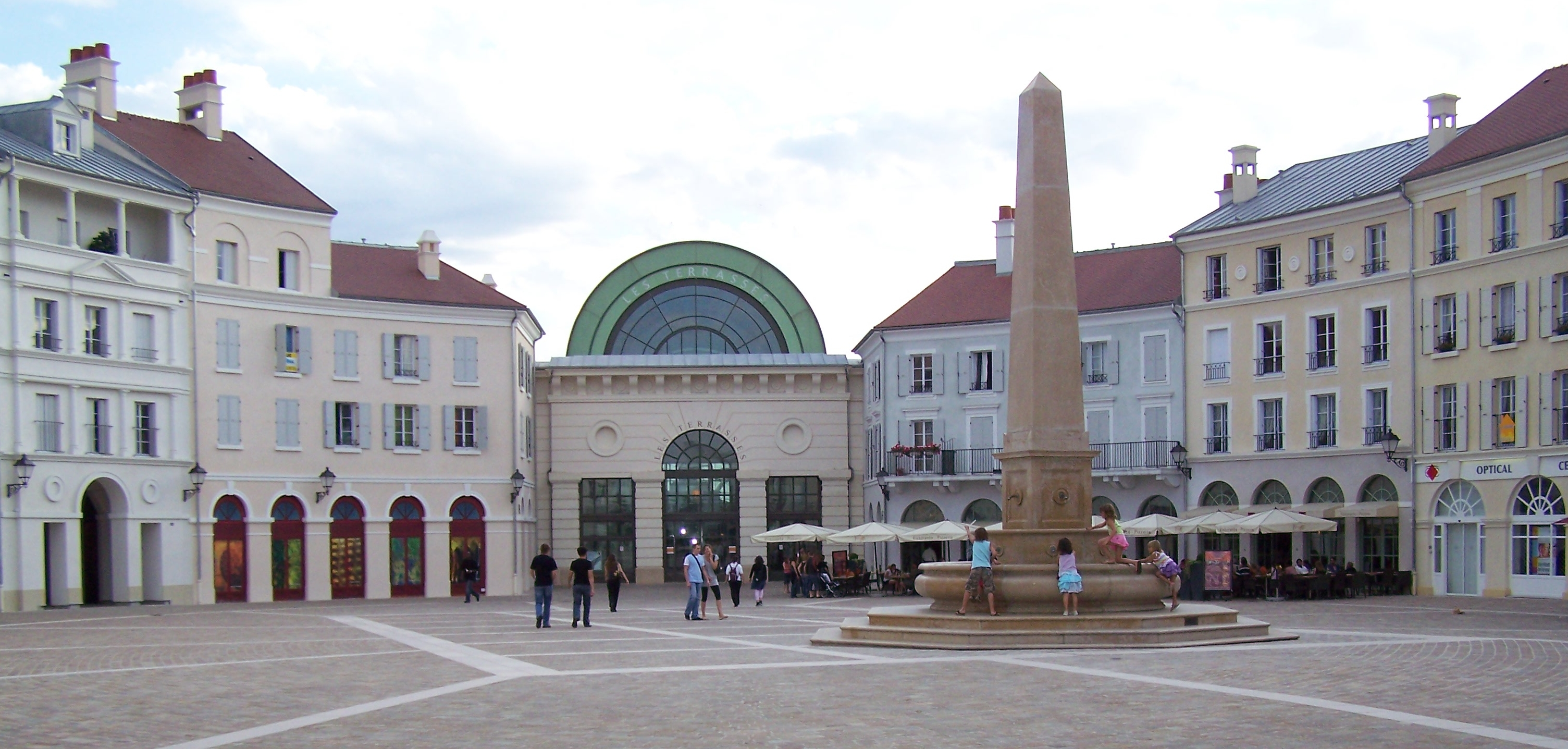
La place de Toscane à Val d'Europe

## Centres commerciaux en construction
| Nom du centre      | Ville              | Types | Nombres d'enseignes | Nombres de niveaux marchand | Taille commercial en m² | Année d'ouverture | Spécificité |
| ------------------ | ------------------ | ----- | ------------------- | --------------------------- | ----------------------- | ----------------- | --- |
| Shopping Promenade | Claye-Souilly (77) | € € € | 55                  | 1                           | 44 000                  | Août 2020         | Il se situe juste à côté du centre commercial Les Sentiers de Claye-Souilly, il disposera d'un bowling, d'un cinéma, d'un karting et d'un laser game. Centre commercial de type « plein air ». |

### Projets
| Nom du centre        | Ville                              | Types | Nombres d'enseignes | Nombres de niveaux marchand | Taille commercial en m² | Année d'ouverture | Spécificité |
| -------------------- | ---------------------------------- | ----- | ------------------- | --------------------------- | ----------------------- | ----------------- | --- |
| Verpantin            | Pantin (93)                        | € € € | -                   | -                           | +400                    | 2017 - 2018       | Extension et rénovation du centre commercial. |
| Cœur D’Orly          | Orly (94) Paray-Vieille-Poste (91) | € € € | -                   | 2 ou 3 ?                    | 38 000                  | 2017              | Relié directement par une passerelle à l'aéroport d'Orly. |
| Central Parc Valvert | Sainte Geneviève des Bois (91)     | € € € | -                   | -                           | 85 000                  | 2017              | Il se situe dans un parc urbain de 6ha contenant un musée en plein air, une école et des espaces ludiques créés par Philippe Starck. Il disposera aussi d'un « Pop-Up Village », c'est-à-dire d'une zone pouvant accueillir 3 717 places de commerces éphémères. Ce centre commercial sera tourné vers l'habitat et le développement durable. Centre commercial de type « plein air ». |

## Les Grands magasins

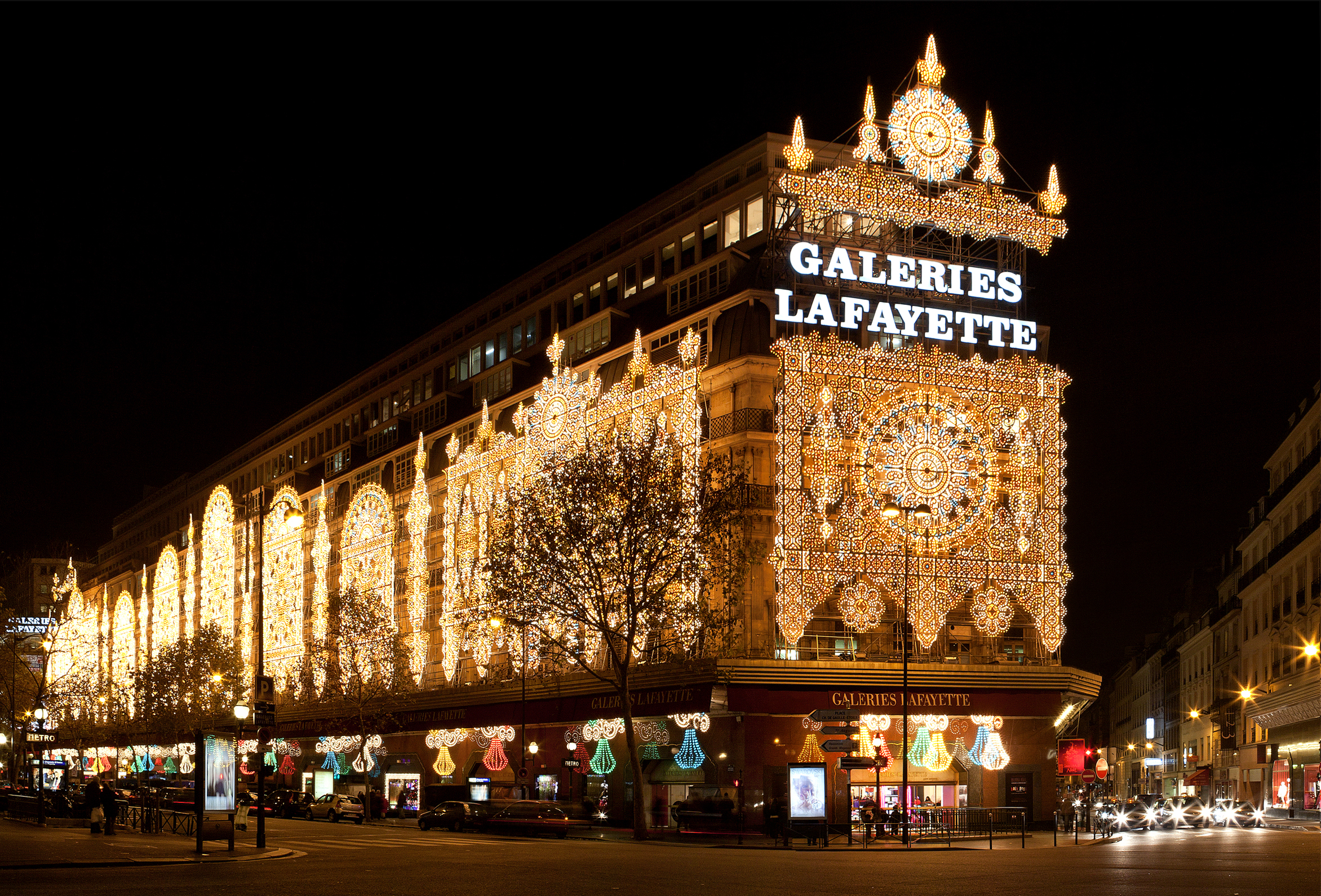
Vue de nuit du magasin principal des Galeries Lafayette Haussmann. C'est le bloc le plus important des trois.

- Le Grand magasin est par sa configuration, ce qui se rapproche le plus d'un centre commercial, mais ce n'est pas un centre commercial au sens propre pour autant, mais plutôt sa variante économique du XIXe siècle.

Quelques exemples situés dans Paris :
- Les Galeries Lafayette Haussmann de par la taille du magasin composé de 3 blocs.
- Le Printemps Haussmann de par la taille du magasin composé de 3 blocs.
- Le Bon Marché de par la taille du magasin composé de 2 blocs.
- Le BHV Marais de par la taille du magasin.

De nos jours, ces magasins sont majoritairement tournés vers le luxe.